# Хассі-Р'Мель – Хассі-Месауд (конденсатопровід)
Хассі-Р'Мель – Хассі-Месауд (конденсатопровід) – трубопровід, який сполучає два найбільші нафтогазові промисли Алжиру.
З 1960-х років в алжирській пустелі ведеться супергігантського газоконденсатного родовища Хассі-Р'Мель, видачу конденсату з якого первісно організували через споруджений в 1960 році трубопровід довжиною 306 км до Хассі-Месауд (найбільше алжирське нафтове родовище). Він виконаний в діаметрі 200 мм та має пропускну здатність 0,7 млн тонн на рік.
Наприкінці 1970-х став до ладу потужний конденсатопровід Хассі-Р'Мель – Арзу, втім, використання Хассі-Р'Мель – Хассі-Месауд не припинилось, оскільки його використовують для перекачування важкого конденсату – продукту із підвищеним вмістом фракції С6+, тоді як на Арзу відправляють легкий конденсат.
З Хассі-Месауд важкий конденсат транспортується до узбережжя по нафтоконденсатопроводу Хауд-Ель-Хамра – Беджая або конденсатопроводу Хауд-Ель-Хамра – Скікда.